# Ustjanowa Górna (Ustrzyki Dolne)
Ustjanowa Górna (Ustianowa Górna) – część miasta Ustrzyki Dolne w Polsce położona w województwie podkarpackim, w powiecie bieszczadzkim, w gminie Ustrzyki Dolne.
Rozpościera się wzdłuż ulicy 1 Maja od ulicy Przemysłowej ku zachodowi po granice miasta, równolegle do rzeki Olszanicy. Od południa graniczy z dzielnicą Zabłocie.
Do końca 1972 roku była to wschodnia część wsi Ustjanowa Górna, odłączona od niej 1 stycznia 1973 i włączona do Ustrzyk Dolnych.
1 stycznia 2002 dzielnicę powiększono o niewielki fragment (0,04 ha) ze wsi Ustjanowa Górna.